# Juana Rouco Buela
Juana Rouco Buela, de son vrai nom Juana Buela (1889-1969), est une blanchisseuse, anarchiste et féministe, figure majeure de l'anarcho-syndicalisme argentin.
Dans le Río de la Plata, elle est l'une des premières femmes libertaires. Activiste ouvrière, elle participe à de nombreuses grèves et manifestations. Conférencière autodidacte reconnue, elle fonde et anime plusieurs journaux. Féministe radicale, elle affronte, jusqu'au sein du mouvement libertaire, le difficile combat pour l'égalité des sexes. Essayiste critique, elle réfléchit à la pertinence de la stratégie syndicale. Militante parfois clandestine, elle vit et agit de l'Espagne à l'Argentine en passant par l'Uruguay et le Brésil.

## Biographie
Née à Madrid dans une famille ouvrière, elle perd son père à l'âge de quatre ans.
Le 24 juillet 1900, elle arrive avec sa mère en Argentine, où vit déjà son frère de dix ans son ainé.
Elle travaille en usine comme blanchisseuse et (sans fréquenter l'école) apprend par elle-même à lire et à écrire. Très jeune, elle se rapproche des idées libertaires.

### Syndicaliste et féministe

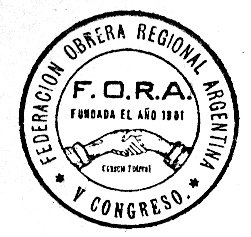
Fédération ouvrière régionale argentine

Le 1er mai 1904, elle prend la parole lors de la manifestation organisée par la Fédération ouvrière régionale argentine (FORA), durement réprimée par la police.
En 1907, elle est parmi les fondatrices du Centro Femenino Anarquista avec Virginia Bolten, María Collazo, Teresa Caporaletti, Elisa Leotar, María Reyes, Violeta García et Marta Neweelstein. Premier centre féministe libertaire d’Argentine, il compte 19 membres. Parallèlement, à Rosario, est fondé le Centre féminin Anarchiste Louise Michel, à la mémoire de la révolutionnaire française qui participa à la commune de Paris en 1871.
Sa participation déterminante, cette même année, à la grève des locataires et contre l’augmentation des loyers lui vaut d’être expulsée d'Argentine à destination de l'Europe.

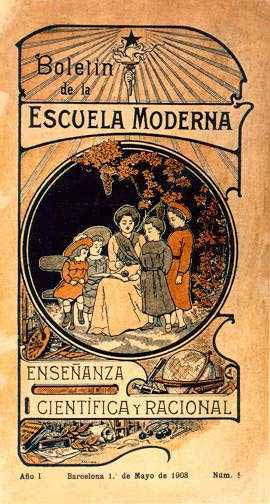
Le bulletin de l'École Moderne de Barcelone, décembre 1905.

En 1908, en Espagne, elle rencontre Teresa Claramunt, Federica Montseny et Anselmo Lorenzo. À Barcelone, elle visite plusieurs écoles modernes animées par le pédagogue libertaire Francisco Ferrer y Guardia.
En 1909, de retour dans la région du Río de la Plata, mais côté uruguayen, elle co-fonde le journal anarchiste La Nueva Senda, publié à Montevideo, avec Virginia Bolten, María Collazo et une équipe mixte d'anarchistes.
À la fin de 1909, à la suite de l'exécution en Espagne de Francisco Ferrer, elle prend la parole lors de la manifestation de protestation qui tourne à l'émeute. Elle est obligée de se réfugier dans la clandestinité pendant plusieurs mois et, lors d’une descente de police, parvient à s’enfuir en se déguisant en homme.
En 1910, elle se rend clandestinement en Argentine. Elle intègre les rédactions de La Batalla, de La Protesta (es) et du conseil fédéral de la FORA. Elle est arrêtée dans le cadre des événements sociaux autour de la célébration du centenaire de l'indépendance du pays et extradée vers l'Uruguay où elle est incarcérée pendant un an.
En 1914, en liberté provisoire, elle tente de regagner l’Europe en s’embarquant clandestinement, avec l'aide de marins anarchistes, sur un bateau à destination de la France. Elle est découverte et débarquée à Rio de Janeiro au Brésil, où elle vit trois ans tout en poursuivant son action. Elle rencontre Juan Castiñeira (José Whiman) qui devient son compagnon.

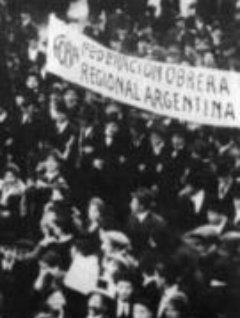
Manifestation de la FORA en 1915

En 1917, elle revient en Argentine où elle s'implique dans les activités de la FORA. Bonne oratrice, elle donne de très nombreuses conférences. Le climat de violence dans les luttes sociales atteint son expression la plus critique au cours de la
semaine tragique de 1919. Elle participe aux campagnes en faveur de Simón Radowitzky, à celles contre la répression de la Patagonie rebelle 1921-1922, au soutien à Saco et Vanzetti et aux mouvements sociaux contre la dictature du général José Félix Uriburu.

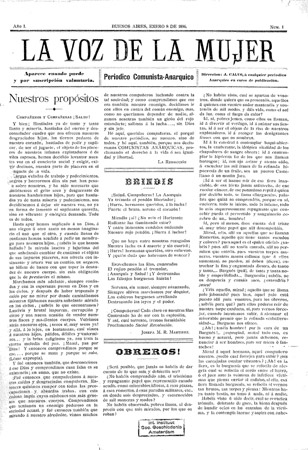
La Voz de la Mujer, 1896.

En 1921, elle vit à Necochea où elle fonde le Centro de Estudios Sociales Femeninos (Centre des études sociales féminines) et publie le journal féministe libertaire Nuestra Tribuna (1922-1924), prolongeant l'action éditoriale de Virginia Bolten avec La Voz de la Mujer (La Voix de la femme, 1896-1897). 
Nuestra Tribuna, sous-titrée « Idées, art, critique et littérature » est la première publication à caractère international. Tout comme La Voz de la Mujer, le journal suscite la polémique dans les cercles anarchistes masculins. La publication est en butte à des difficultés financières et l'imprimerie refuse de continuer à l'imprimer en raison de menaces policières. Le dernier numéro paraît en novembre 1923.
Le 6 septembre 1930, le coup d'État du général José Félix Uriburu instaure un régime autoritaire. Les militants sociaux sont emprisonnés, les journaux censurés, le mouvement libertaire est persécuté. Juana prend du recul,.
Elle ne revient à l'action publique que lors de la révolution sociale espagnole de 1936. Elle organise, avec des femmes de divers partis politiques et groupes féministes, un réseau de soutien aux femmes républicaines espagnoles.
En 1964, elle rédige et publie son autobiographie Historia de un ideal vivido por una mujer (Histoire d'un idéal vécu par une femme).

## Publications
- Historia de un ideal vivido por una mujer, Buenos Aires, Edición da autora, 1964, (OCLC 5311755),

Madrid, LaMalatesta editorial, 2012,  (ISBN 9788493830649), (OCLC 812455883),
Madrid, La Malatesta editorial y Tierra de Fuego, 2013,  (ISBN 978-84-938306-4-9).